# غريغ بارتون
غريغ بارتون (بالإنجليزية: Gregg Barton) هو ممثل أمريكي، ولد في 5 يونيو 1912 في الولايات المتحدة، وتوفي بنفس المكان في 28 نوفمبر 2000.

## وصلات خارجية
- غريغ بارتون على موقع IMDb (الإنجليزية)
- غريغ بارتون على موقع أول موفي (الإنجليزية)
- غريغ بارتون على موقع قاعدة بيانات الفيلم (الإنجليزية)